# 120 mm Type 3 (cannone navale)
Il Type 3 da 120 mm era un cannone navale con canna lunga 45 calibri (L/45), impiegato dalla Marina imperiale giapponese durante la prima e la seconda guerra mondiale per equipaggiare cacciatorpediniere e sommergibili. Durante il secondo conflitto fu anche impiegato come cannone costiero. Il nome era dovuto all'anno di sviluppo del blocco otturatore, il terzo di regno dell'imperatore Taishō, cioè il 1914.
La versione per sommergibile, con canna accorciata, era denominata 12 cm Type 11.
Non va confuso con il cannone da 120 mm Type 3 antiaereo, sviluppato dall'Esercito imperiale giapponese nel 1943 (anno imperiale 2603).

## Storia
Il cannone, inizialmente denominato secondo il sistema imperiale giapponese di designazione "4.7 in/45 Type 3", era uno sviluppo nipponico del 12 cm/40 Type 41, a sua volta versione prodotta su licenza del britannico QF 4.7 in Mk. I-IV della Elswick Ordnance Company (branca armiera della Armstrong Whitworth). Il cannone fu sviluppato nel 1914 e adottava un blocco di culatta comune a tutti i successivi pezzi navali giapponesi, con otturatore a vite interrotta tipo Welin. Il cannone su affusto singolo costituiva l'armamento principale dei cacciatorpediniere delle classi Kawakaze, Momi, Wakatake, Minekaze, Kamikaze e Mutsuki. Il 5 ottobre 1917, con il passaggio al sistema metrico, il pezzo venne ridenominato in "12 cm/45 Type 3".
Durante la seconda guerra mondiale alcuni pezzi vennero impiegati come artiglieria costiera, in batterie schieranti da uno a quattro cannoni in postazione fissa.

## Tecnica
L'otturatore del Type 3 era a vite interrotta tipo Welin e fu utilizzato su svariati altri cannoni navali giapponesi, dal 40 cm/45 Type 94 al 127 mm Type 3. La canna era di tipo composito, ma in alcuni pezzi era monoblocco con cerchiature alla culatta o in filo avvolto. La vita utile della canna oscillava tra i 700 e i 1 000 colpi. Per caricare il pezzo dopo ogni sparo era necessario abbassare l'alzo a +10°/+15°.

## Type 11
Nel 1922 fu realizzata una versione per sommergibile denominata 12 cm Type 11 con canna accorciata, che utilizzava un otturatore a cuneo orizzontale tipo Krupp. Questo modello fu fornito in tre varianti: il modello J e il modello K, entrambe su affusto singolo, furono pensati per l'utilizzo da parte dei sommergibili, mentre il modello M, capace di alzo maggiore, divenne armamento d'artiglieria standard sulle torpediniere classe Otori e Chidori.

## Impianti
| Modello                 | Elevazione | Classi di navi |
| Type 3                  | -7°/+33°   | Kawakaze (3×1), Momi (3×1), Minekaze (4×1), Wakatake (3×1), Kamikaze (4×1), Mutsuki (4×1), Shimushu (3×1), Etorofu (3×1) |
| Type 11 Mod. J e Mod. K | -10°/+33°  | I-153 (1×1), I-168 (dallo I-171 allo I-173) (1×1)                                                                        |
| Type 11 Mod. M          | -10°/+55°  | Chidori (2×1), Otori (3×1)                                                                                               |

## Munizionamento
Il cannone sparava una munizione di tipo separato, con carica propellente di 5,27 chili. Oltre a due tipi di proietto ad alto esplosivo e di uno illuminante, nel 1943 venne introdotta una munizione adatta alla lotta antisommergibile.
| Tipo                   | Nome   | Peso, kg | Carica esplosiva, kg              | Lunghezza, mm | Gittata, m            |
| ---------------------- | ------ | -------- | --------------------------------- | ------------- | --------------------- |
| HE                     | Type 0 | 20,3     | 1,7                               | 408           | 15 000-16 000         |
| HE                     | Type 1 | 20,3     | 1,9                               | 408           | 15 000-16 000         |
| Lotta antisommergibile | -      | 16,4     | 3,8                               | 415           | min. 820 - max. 4 000 |
| Illuminante            | -      | 20,3     | ordigno pirotecnico da 600 000 cd | -             | 14 000                |